# 伊登 (北卡羅萊納州)
伊登（英語：Eden）是一個位於美國北卡羅萊納州羅京安縣的城市。

## 人口
根據2020年美國人口普查的數據，伊登的面積為37.24平方千米，當中陸地面積為36.83平方千米，而水域面積為0.41平方千米。當地共有人口15421人，而人口密度為每平方千米414人。